# Selmsdorf
Selmsdorf est une commune de l'arrondissement du Mecklembourg-du-Nord-Ouest (Land du Mecklembourg-Poméranie-Occidentale).

## Géographie
La commune regroupe les quartiers de Hof Selmsdorf, Lauen, Sülsdorf, Teschow et Zarnewenz.
Elle se situe à cinq km à l'est de Lübeck. Son territoire est délimité par la Trave, le Pötenitzer Wiek (de) et le lac de Dassow. Au sud-ouest se trouve une moraine terminale culminant à 83 m.

## Histoire

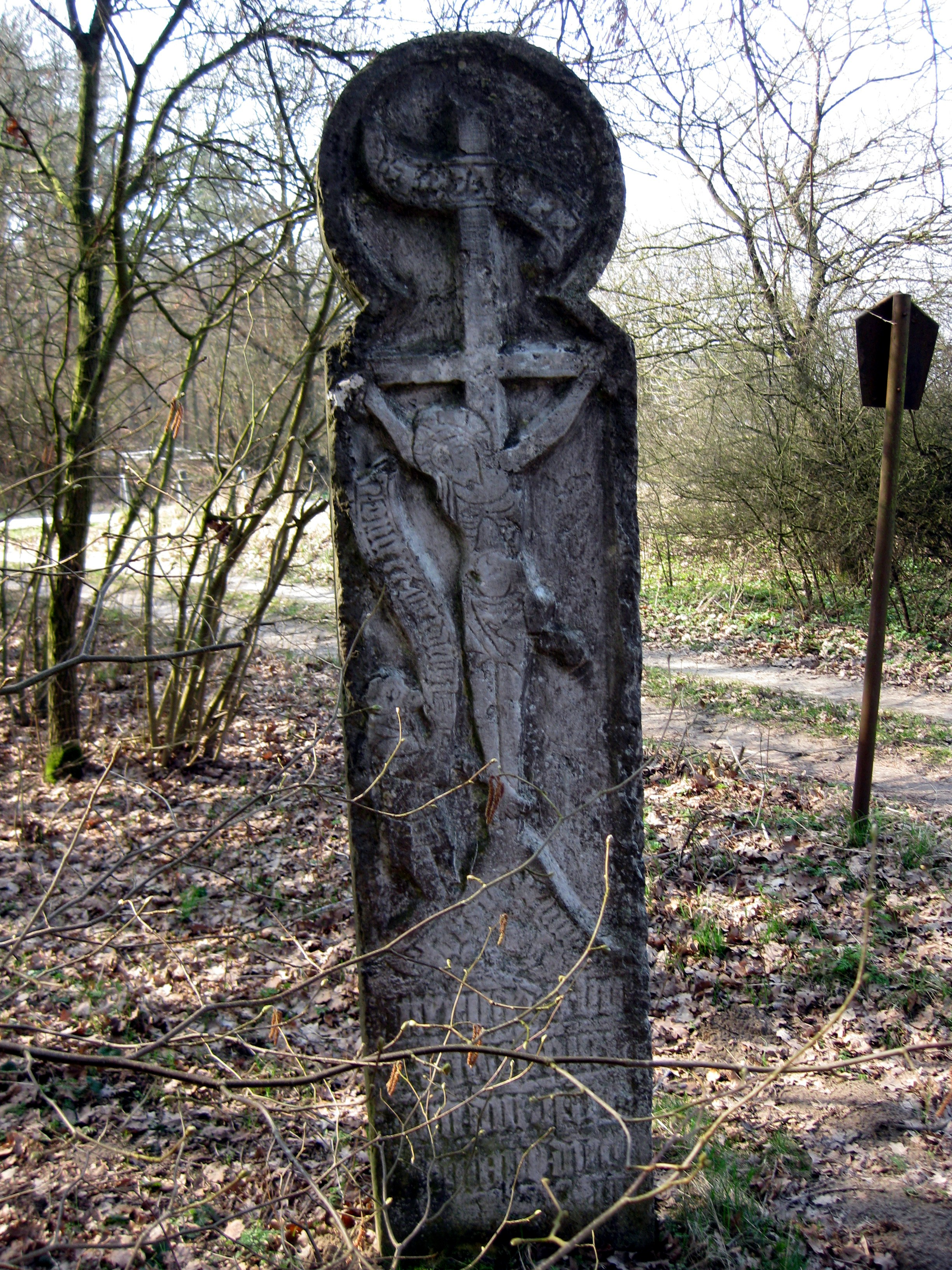
Sühnestein de Sülsdorf

La première mention de Lauen et Teschow date de 1194.
La première mention écrite de Selmsdorf date de 1313. Une Sühnestein (de) datant de 1398 en pierre de Gotland rappelle un assassinat commis au Moyen Âge près de Teschow.
En 1584, le juriste Daniel Zöllner (de) acquiert la cour de l'agriculteur Hinrick Vittensee puis l'agrandit en 1604.
L'église de Selmsdorf est bâtie en 1864 dans un style gothique avec des briques rouges et jaunes. La paroisse est l'une des plus importantes de la principauté de Ratzebourg puis du grand-duché de Mecklembourg-Strelitz.
En raison de sa situation sur la frontière intérieure allemande, à environ un km à l'ouest de Selmsdorf, se situait l'ancienne municipalité de Bardowiek qui fut rasée au début de la RDA. La commune devient une zone spéciale où il faut une autorisation pour y entrer.

## Économie et infrastructures
Ici se trouve la décharge d'Ihlenberg, un des plus grands sites de déchets dangereux en Europe.
À Selmsdorf se croisent deux routes importantes du Mecklembourg-Poméranie-Occidentale : la Bundesstraße 104 et la Bundesstraße 105 entre Lübeck jusqu'à Szczecin et la frontière polonaise. La Bundesautobahn 20 passe à quelques km au sud.

## Source, notes et références
- (de) Cet article est partiellement ou en totalité issu de l’article de Wikipédia en allemand intitulé « Selmsdorf » (voir la liste des auteurs).